# Mauricio Luna Valderrama
Mauricio Luna Valderrama fue un político peruano. Forma parte de la familia Luna de la provincia de Acomayo que han tenido una gran participación en la política de esa provincia, el departamento del Cusco y el Perú. Así, su padre José Mariano Luna fue diputado por la provincia de Acomayo durante la Convención Nacional de 1833, su hermano José Emilio Luna fue diputado por Acomayo entre 1868 a 1876 y senador por el departamento del Cusco en 1895 y por Apurímac entre 1896 y 1900 y su medio hermano Federico Luna Aranibar fue miembro de la Congreso Constituyente de 1867, diputado por la provincia de Canchis entre 1868 y 1876 y senador por el departamento de Apurímac de 1879 a 1881.
Fue elegido diputado por la provincia de Acomayo en 1889 y 1892.Fue elegido diputado suplente por la provincia de Anta en 1895, luego de la Guerra civil de 1894 durante los gobiernos de Manuel Candamo, Nicolás de Piérola y Eduardo López de Romaña en el inicio de la República Aristocrática.